# Chaînon Gallatin
Pour les articles homonymes, voir Gallatin.
Le chaînon Gallatin (Gallatin Range en anglais) est une chaîne de montagne qui se trouve dans l'ouest des États-Unis, dans les États du Montana et du Wyoming. Elles comprennent plus de dix sommets de plus de 3000 mètres. Le point culminant de la chaîne est le pic Electric (3 343 m). Elle a été nommée en l’honneur d'Albert Gallatin, secrétaire américain au Trésor. Elle s'étend sur 120 km du nord au sud et sur 32 km de largeur.
Les sommets les plus au sud de la chaîne constituent la partie nord-ouest du parc national de Yellowstone. La plus grande partie de la chaîne comprend la Gallatin National Forest. La rivière  Yellowstone coule sur le versant oriental. Le chaînon Madison se trouve à l'ouest de la chaîne de Gallatin. L'extrême nord de la chaîne  à Livingston et au col Bozeman sépare le chaînon Gallatin des monts Bridger. La faune de la montagne fait partie du Greater Yellowstone Ecosystem et se compose du grizzly, loup et d'autres espèces menacées que l'on rencontre dans le Yellowstone. Le chaînon Gallatin possède l'une des plus grandes forêts pétrifiées de l'ère éocène. Les troncs pétrifiés ont été recouverts par de la lave et des cendres volcaniques lorsque la région était soumise à une intense activité volcanique il y a environ 50 millions d'années.

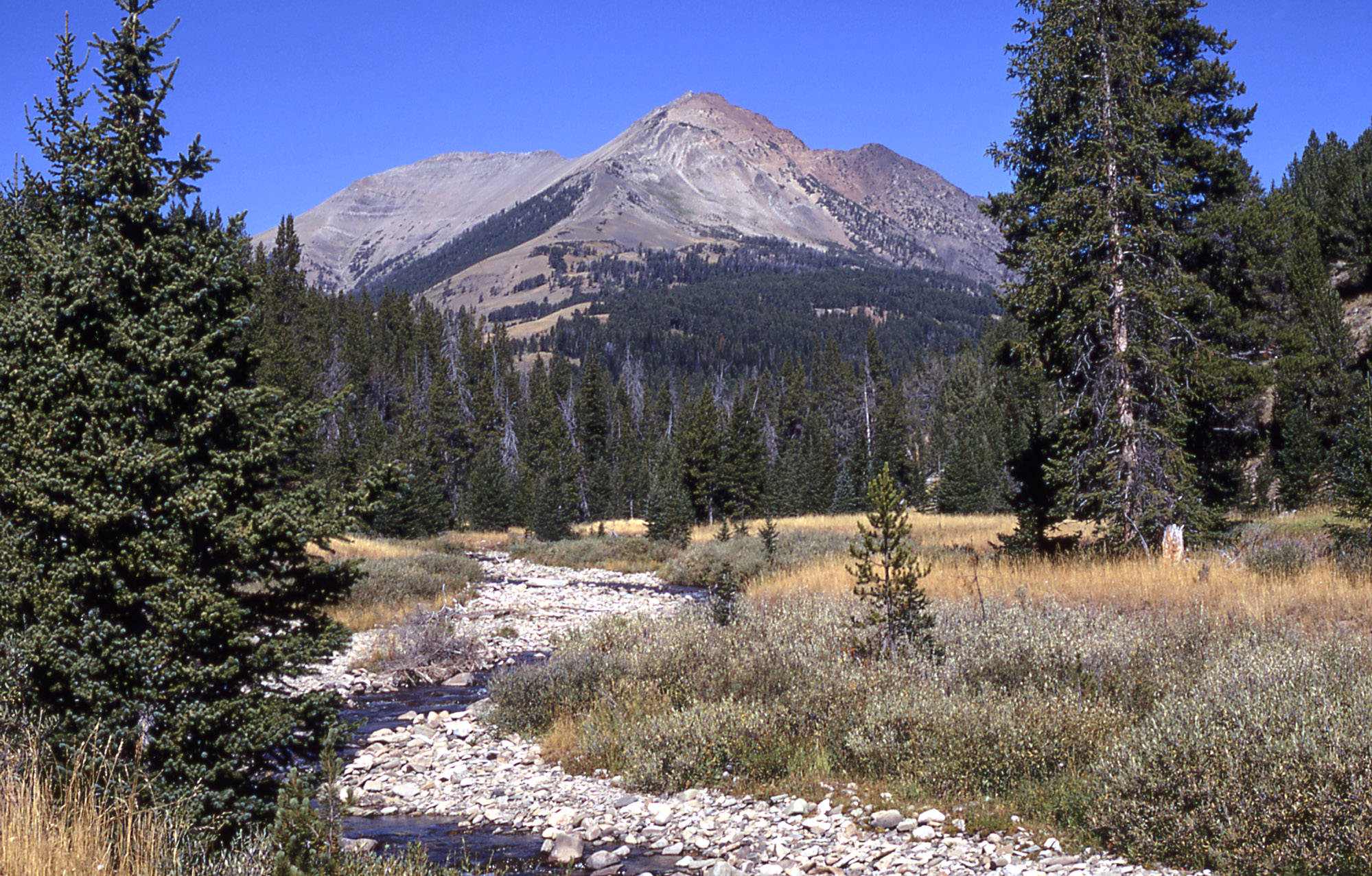
Vue du pic Electric